# Pogonolycus marinae
Pogonolycus marinae är en fiskart som först beskrevs av Lloris, 1988.  Pogonolycus marinae ingår i släktet Pogonolycus och familjen tånglakefiskar. Inga underarter finns listade i Catalogue of Life.